# Pleurothallis sarcochila
Pleurothallis sarcochila är en orkidéart som beskrevs av Leslie Andrew Garay. Pleurothallis sarcochila ingår i släktet Pleurothallis och familjen orkidéer. Inga underarter finns listade i Catalogue of Life.